# Ђусано
Ђусано (итал. Giussano) је насеље у Италији у округу Монца и Бријанца, региону Ломбардија.
Према процени из 2011. у насељу је живело 24357 становника. Насеље се налази на надморској висини од 260 м.

## Становништво
| 1936. | 1951.  | 1961.  | 1971.  | 1981.  | 1991.  | 2001.  | 2011.  |
| ----- | ------ | ------ | ------ | ------ | ------ | ------ | ------ |
| 9.516 | 11.270 | 14.663 | 18.827 | 20.041 | 20.216 | 21.775 | 24.527 |